# Dolania americana
Dolania americana is een haft uit de familie Behningiidae. De wetenschappelijke naam van de soort is voor het eerst geldig gepubliceerd in 1959 door Edmunds & Traver.
De soort komt voor in het Nearctisch gebied.